# 大後壽壽花
大後壽壽花（日语：／ Ohgo Suzuka，1993年8月5日—），是一位出身於神奈川縣橫濱市的演員。

## 生平概略

### 職業生涯
2000年11月，大後壽壽花加入向日葵劇團開始童星生涯。
此間，她曾受渡邊謙推薦在好萊塢電影《藝伎回憶錄》飾演兒童時期的女主角，並因此受到注目且獲得日本電影影評人大獎最佳新人獎。
2006年，她退出向日葵劇團並加入CATAMARAN事務所。
2007年，她以日本電視台的電視劇作品《Sexy Voice and Robo》獲得第53回日劇學院賞最佳女配角獎；該獎評審北川昌弘表示他「視其為該劇主演，有主演的價值」。
2013年2月，她退出CATAMARAN事務所並加入ALPHA AGENCY。

### 求學經歷
她曾就讀於堀越高等學校，並在畢業於2012年後考入慶應大學環境情報學部。2016年大學畢業。

### 個人生活
她喜愛芭蕾舞、日本茶道、插花、滑雪及溜直排輪，並在學業上對英語感興趣。

## 演出作品

### 電視劇
- 《極道鮮師》（2002年，日本電視台）飾演 山口久美子（幼年）
- 《超級奶爸》（2002年，富士電視台）
- 《小孤島大醫生》（2003年，富士電視台）
- （2003年，NHK）飾演 野田未花
- 《小孤島大醫生2004》（2004年，富士電視台）
- 《牽絆的愛》（2005年，TBS電視台）飾演 天野未來
- 《死亡推定時刻》（2006年，富士電視台）飾演 渡邊美加
- 《小孤島大醫生》（2006年，富士電視台）
- 《Sexy Voice and Robo（日语：セクシーボイスアンドロボ）》（2007年，日本電視台）飾演 林二湖
- 《神探伽利略》（2007年，富士電視台）第五集客串 飾演矢島秋穗
- 《從美海寄來的賀年卡》（2007年，富士電視台）飾演 浦崎惠里
- 《瞳》NHK晨間小說連續劇（2008年，NHK）飾演 島田奈緒子（第42－48回）
- 《童顏刑事》（2008年，富士電視台）飾演 寶生美月
- 《草食系高校武士》（2009年，日本電視台）飾演 望月優奈
- 《童顏刑事》特別篇（2010年，富士電視台）飾演 寶生美月
- 《我不屈服》（2011年，TBS電視台）
- 大河劇《八重之櫻》（2013年，NHK）飾演 小松凜
- 《明天媽媽不在》（2014年，日本電視台）飾演 老姑婆
- 《AKB恐怖夜 腎上腺素之夜》（2015年，朝日電視台）客串第24話
- 《命運般的戀愛》（2016年）飾演 綾瀨莉莉
- 《刑警弓神》（2017年）飾演 倉間藍子（第1話）
- 《世界奇妙物語 秋之特別篇2017》「寺島」（2017年）飾演 小林摩子
- 《現在開始威脅你》（2017年）飾演 笠谷沙和子（第2話）
- 《笑天家》NHK晨間小說連續劇（2017年，NHK）飾演 安達都
- 《刑警ZERO》（2019年）飾演 小野千秋（第5話）
- 《房仲女王大逆襲》（2019年）飾演 棟方菫（第8話）
- 《特搜9 season2》（2019年）飾演 和田ひとみ（第8話）
- 《假面騎士ZERO-ONE》（2019年）飾演 白衣天使小真白（第8話）
- 《默默奉獻的灰姑娘藥師》（2020年）飾演 篠原麻利絵（第2話）
- 《逃亡醫F》（2022年）飾演 長谷川浩子（第8話 - 最終話）
- 《Pending Train—8時23分，明天和你在一起》（2023年）飾演 梶原朱美（第5話 - ）
- 《初戀、粗糙》（2023年）飾演 森田志乃美（最終話）
- 《GO HOME～警視廳身份不明人相談室～》（2024年）飾演 川崎千明（第7話）
- 《法庭之龍》（2025年）飾演 熊倉美鈴（第5話）

### 電影
- 《超人力霸王 COSMOS VS JUSTICE 最終戰役》（ THE FINAL BATTLE）（2003年）
- 《北之零年》（2005年）- 飾演 小松原多恵（幼年）
- 《藝伎回憶錄》（2005年）- 飾演 小百合（幼年）
- 《戰爭彌撒曲》（2006年）- 飾演
- 《囧男孩的異想世界（日语：遠くの空に消えた）》（2007年）- 飾演 柏手绯春
- 《咕咕貓》（2008年）- 飾演 人間のサバ
- 《遺失的美好》（2009年）─飾演 なつみ(高校時代)
- 《巨乳排球 》（2009年）─飾演 美香子(中学時代)
- 《忍者戰場》（2009年）─飾演 サヤカ
- 《世界奇妙物语2011秋之特别篇》（2011年）
- 《スープ〜生まれ変わりの物語〜》（2012年）─飾演 矢野歩
- 《聽說桐島退社了》（2012年）─飾演 澤島亞矢
- 《哀悼人（日语：悼む人）》（2015年）
- 《劇場版 假面騎士ZERO-ONE REAL×TIME》(2020年12月18日) 飾演 白衣天使小真白
- 《新幹線驚爆倒數》(2025年4月23日) 飾演 市川櫻

### 廣告
- 軟體銀行
- IRISOHYAMA（アイリスオーヤマ）
- 豐田汽車VOXY
- Nabisco（篇）
- 軟體銀行 ホワイト学割
  - 〜テニス部入部篇〜（2008年5月 - }}
  - 〜球拾い篇〜（2008年8月 - ）
- AC JAPAN NHK-AC共同キャンペーン「コエだしてエコ」（2008年7月 - 2009年6月）
- Toyota こども店長（2009年 -） - こども店長の姉 
  - 「登場」篇
  - 「エコカーの減税」篇
  - 「給食」篇
  - 「ファッションショー」篇
  - 「浦島太郎」篇
  - 「キャンプ」篇
  - 「スキー」篇
  - 「ライバルあらわる」篇
  - 「年月」篇
  - 「試乗現場・ハイブリッド」篇
  - 「試乗現場・バックガイドモニター」篇
  - 「石川プロと買いやすさ」篇

### 配音

#### 電玩配音
- 《雷頓教授與惡魔之箱》（レイトン教授と悪魔の箱）

#### 动画配音
- 《道子与哈金》（ミチコとハッチン）中为哈金（ハナ・モレーノス）担任声优

## 獲獎
- 2005年 日本電影影評人大獎 最佳新人獎
- 2007年 第53回日劇學院賞 最佳女配角獎《Sexy Voice and Robo（日语：セクシーボイスアンドロボ）》
- 2007年 TV LIFE 第17回年間（上半年）連續劇大獎 最佳新人獎

## 參看
- 福田麻由子

## 外部連結
- 個人官網
- 官方Blog（页面存档备份，存于）
- 大後壽壽花的X（前Twitter）